# انستروم
بالگردسازی انستروم (به انگلیسی: Enstrom Helicopter Corporation) نام یک شرکت بالگردسازی آمریکایی است. این شرکت در سال ۲۰۱۳ میلادی توسط شرکت چونگیگ هلیکاپترز چین خریداری شد.

## محصولات

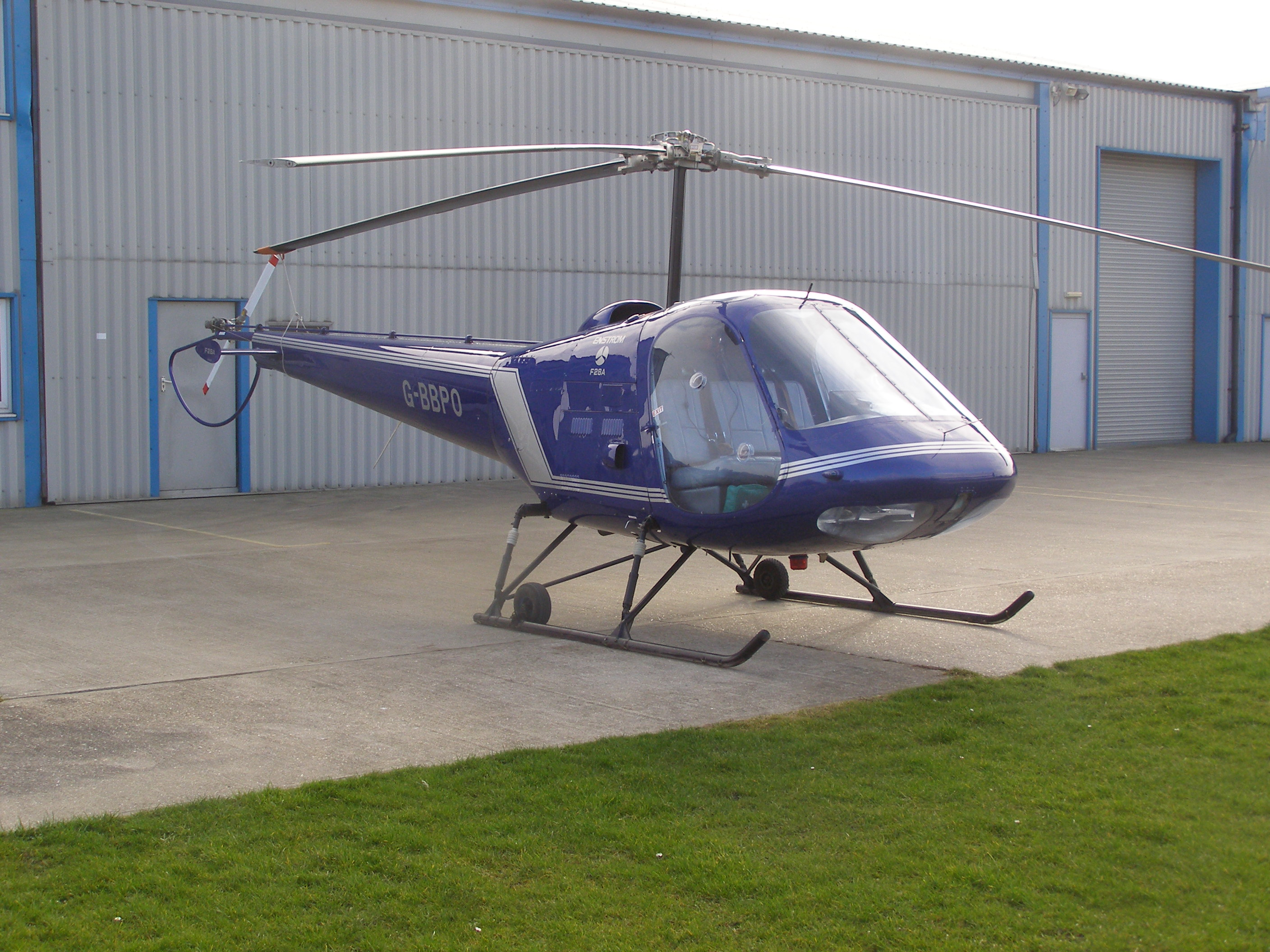
انستروم اف ۲۸
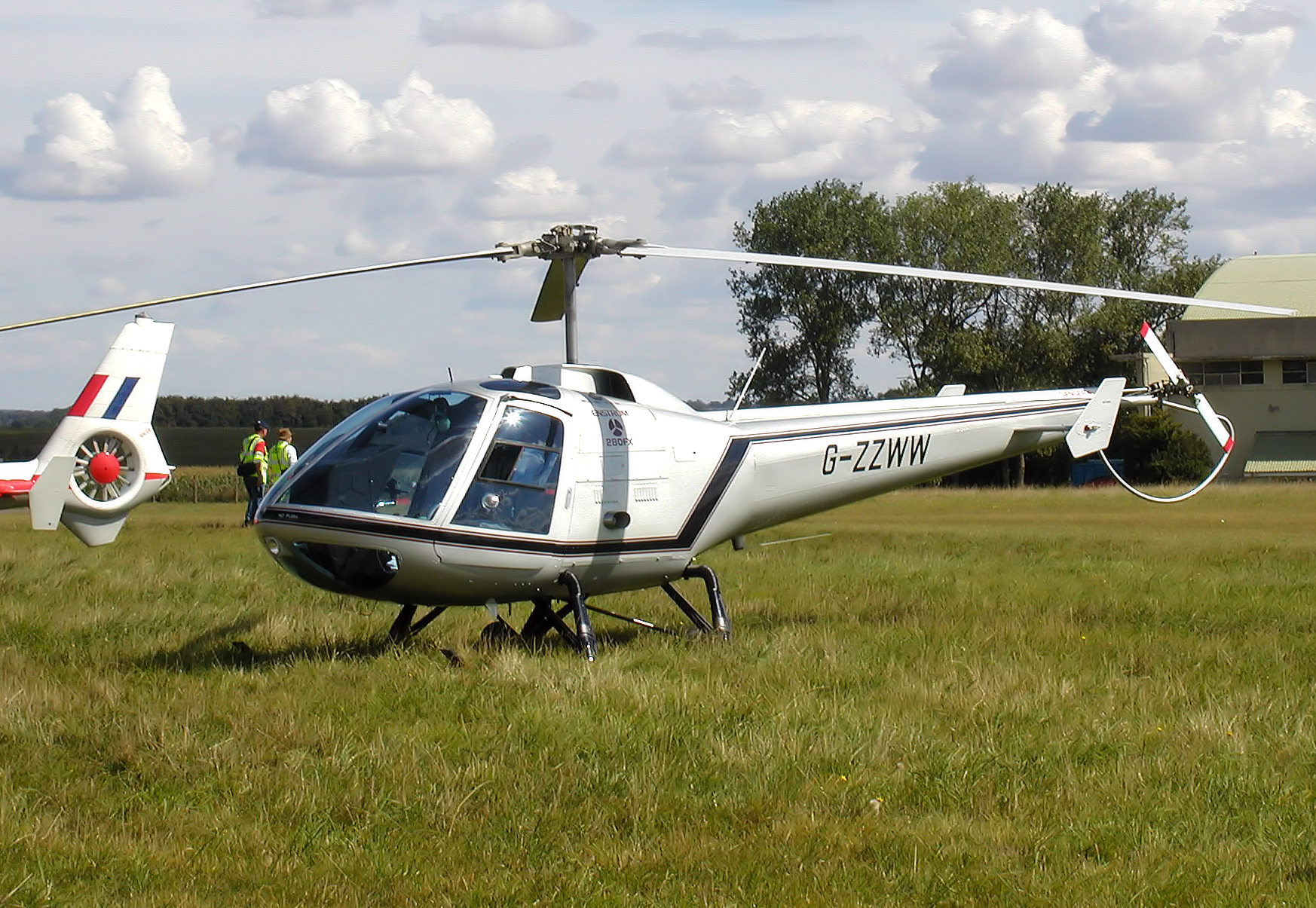
انستروم ۲۸۰
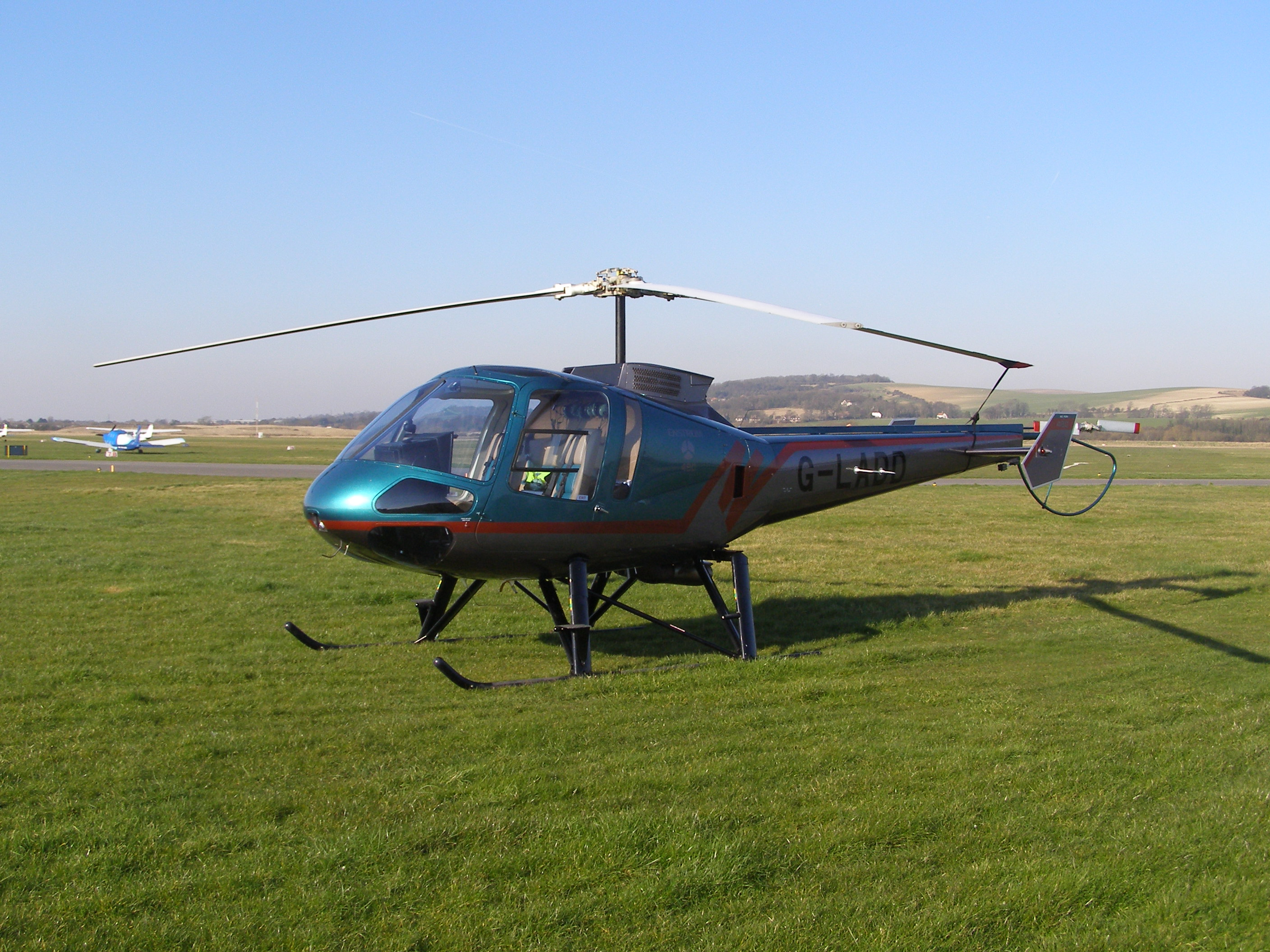
انستروم ۴۸۰
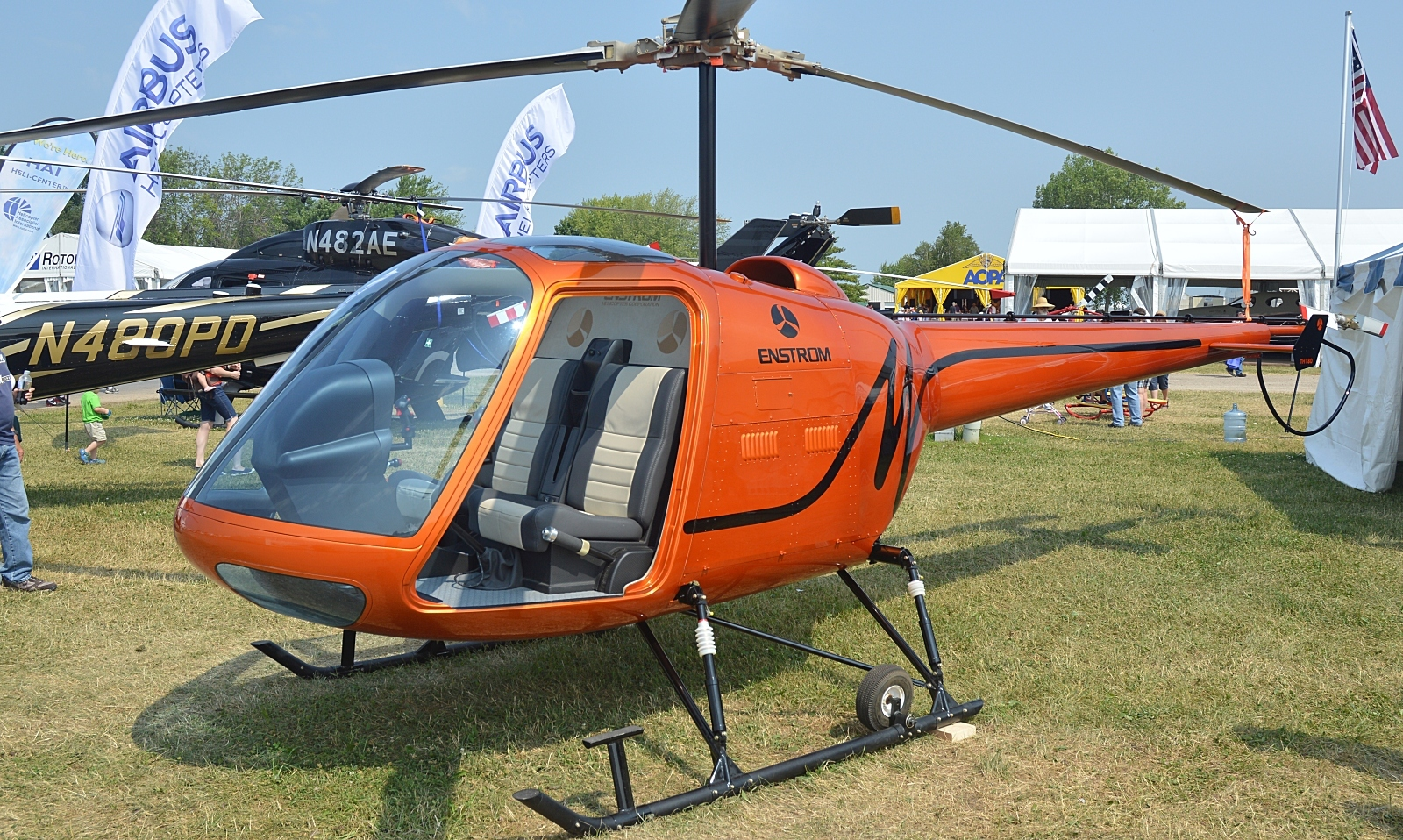
انستروم تی‌اچ ۱۸۰